# Fin (de la primera parte)
 Fin (de la primera parte) fue el quinto álbum, primer recopilatorio, que publicó la banda gallega de rock Los Piratas.
Fue lanzado al mercado por la discográfica Warner en 1998 e incluyó los grandes éxitos de la banda, además de los temas inéditos Vacío y Hoy por ayer, así como una versión de uno de los himnos más reconocidos del grupo, Promesas que no valen nada, que en esta ocasión recibió el nombre de Promesas 98.
El álbum supuso un éxito masivo, llevando a la banda a lograr su primer disco de oro tras superar las 50.000 copias vendidas.

## Reedición
A principios de 1999 se publicó una segunda edición del álbum en la se incluyó el tema "My way" de Paul Anka, que sería usado por la compañía de telefonía Airtel para uno de sus anuncios publicitarios, lo que concedió a la banda una gran repercusión en todo el ámbito del estado español.

## Lista de canciones
1. Mi coco
2. Vacío
3. Promesas 98
4. Fecha caducada
5. Hoy por ayer
6. Mi matadero clandestino (Big station)
7. M
8. Te echaré de menos
9. Promesas que no valen nada
10. Tristura
11. Mi tercer pie
12. El mundo de Wayne
13. El sabor de las cosas
14. Condenado
15. El sombrero
16. Quiero hacerte gritar